# Anthony Jeselnik
Anthony Jeselnik (Pittsburgh, 22 december 1978) is een Amerikaanse komiek, schrijver, acteur en producent. Hij staat bekend om zijn duistere humor, die de nadruk legt op ironische misleiding, non sequiturs, grove beledigingen, een arrogante houding en een toneelpersonage dat vaak amorele standpunten aanneemt. Hij levert zijn choquerende grappen meestal in kalmte en zonder zelf in de lach te schieten. Zelf zegt hij wel wat weg te hebben van een sociopaat.

## Levensloop
Jeselnik werd geboren in Pittsburgh. Hij groeide op in het plaatsje Upper St. Clair in een katholiek gezin van vijf kinderen. Hij merkte op de lagere school dat hij mensen aan het lachen kon maken door het maken van sarcastische opmerkingen en door te provoceren. Het was zijn jongensdroom om boeken te schrijven, maar realiseerde later dat hij met zijn humor meer kon bereiken.
Na het behalen van zijn middelbareschooldiploma studeerde Jeselnik English literature aan Tulane University in New Orleans en behaalde zijn bachelordiploma. Hij trad regelmatig op in Comedy Cellar en Comedy Central Presents, zo verwierf hij enige bekendheid als opkomend talent.
In 2009 werd Jeselnik ingehuurd door de producenten van Jimmy Fallon voor Late Night with Jimmy Fallon en was hij verantwoordelijk voor het bedenken en schrijven van grappen voor het eerste seizoen van de show. Omdat zijn grappen door collega's veelal te kwetsend werden bevonden voor het script, bood hij zijn ontslag aan. Hierop werd begripvol gereageerd: men begreep dat hij de ruimte wilde hebben om zijn grappen te maken voor een publiek dat zijn stijl en humor zou waarderen.
In 2010 had hij zijn eerste eigen stand-upshow Shakespeare. Onder leiding van Seth MacFarlane schreef Jeselnik grappen voor de roast van David Hasselhoff voor Comedy Central Roast. Omdat de producenten van het programma onder de indruk waren van de grappen die hij had geschreven voor deze show, werd hij gevraagd om zelf op te treden bij de roast van Donald Trump in 2011, onder leiding van MacFarlane. Met dit optreden verwierf hij plotseling bekendheid bij het grotere publiek. Vervolgens trad hij op als roaster van Charlie Sheen, wederom onder leiding van MacFarlane. In 2012 was hij een van de roasters van Roseanne Barr bij dezelfde show.
In 2013 brak Jeselnik internationaal door met zijn tweede stand-upshow Caligula. Hierop volgden zijn shows Thoughts and Prayers in 2015 en Fire in the Maternity Ward in 2019. Zijn late-nightshow The Jeselnik Offensive op het Amerikaanse Comedy Central werd in 2013 geschrapt na twee seizoenen vanwege lage kijkcijfers en negatieve recensies.

## Privé
Jeselnik verhuisde als twintiger naar Los Angeles en woont sindsdien aldaar. Hij heeft een relatie gehad met cabaretier Amy Schumer.

## Stand-upshows
- Shakespeare (2010)
- Caligula (2013)
- Thoughts and Prayers (2015)[3]
- Fire in the Maternity Ward (2019)
- Bones and all (2024)

- International Standard Name Identifier: 0000 0003 7233 3595
- Library of Congress Control Number: no2013036166
- MusicBrainz: 846d1e33-3e6b-4dda-8374-c5ad2c9dc0ee
- Nationale Bibliotheek van Tsjechië: xx0268623
- Virtual International Authority File: 5083164423007420530003